# Chaetolepis
Chaetolepis là chi thực vật có hoa trong họ Mua.